# Scopula eberti
Scopula eberti är en fjärilsart som beskrevs av Edward P. Wiltshire 1967. Scopula eberti ingår i släktet Scopula och familjen mätare. Inga underarter finns listade.